# Попеску, Алина
Алина Попеску (рум. Alina Popescu; род. 27 октября 1985) — румынская легкоатлетка, специалистка по тройному прыжку. Выступала на профессиональном уровне в 2001—2013 годах, чемпионка мира среди девушек, призёрка ряда турниров международного и национального значения, участница чемпионата Европы в Барселоне.

## Биография
Алина Попеску родилась 27 октября 1985 года.
Первого серьёзного успеха в лёгкой атлетике на международном уровне добилась в сезоне 2001 года, когда вошла в состав румынской сборной и выступила на юношеском мировом первенстве в Дебрецене, где в зачёте тройного прыжка превзошла всех соперниц.
В 2002 году прыгала тройным на юниорском мировом первенстве в Кингстоне, в ходе предварительного квалификационного этапа провалила все три свои попытки, не показав никакого результата.
В 2003 году в той же дисциплине стала пятой на юниорском европейском первенстве в Тампере, одержала победу на юниорском первенстве Балкан в Констанце.
В 2004 году заняла седьмое место на юниорском мировом первенстве в Гроссето, победила на юниорском первенстве Балкан в Баня-Луке.
На молодёжном европейском первенстве 2005 года в Эрфурте в финал не вышла.
В 2006 году выиграла бронзовые медали на зимнем и летнем чемпионатах Румынии в Бухаресте.
В 2007 году на международном турнире в Алжире взяла бронзу и установила свой личный рекорд в тройном прыжке — 13,93 метра. Помимо этого, стала пятой на молодёжном европейском первенстве в Дебрецене, получила серебро на чемпионате Румынии в Бухаресте, показала девятый результат на Всемирной Универсиаде в Бангкоке.
На чемпионате Румынии 2010 года повторила личный рекорд (13,93). Принимала участие в чемпионате Европы в Барселоне — на предварительном квалификационном этапе прыгнула на 13,58 метра, чего оказалось недостаточно для выхода в финал.
Завершила спортивную карьеру по окончании сезона 2013 года.